# 千金藤素
千金藤素（英語：Cepharanthine）是从台湾千金藤分离的消炎抗肿瘤化合物，获实验室研究证明有效对抗人类嗜T细胞病毒，也能治疗辐射诱发的白细胞减少症、特发性血小板减少性紫癜、圓禿、糠性秃、毒蛇咬伤、口干、结节病、顽固性贫血及多种与癌症相关的疾病。该药在CEP检测下无安全问题，副作用甚少报告。
千金藤素曾被北京化工大学生命科学与技术学院院长童贻刚认为是治疗2019冠状病毒病的新药，申请了国家发明专利。据透露，10μM的千金藤素能够“抑制冠状病毒复制的倍数为15393倍”。尽管该药仅停留在体外细胞实验环节，尚未经过动物实验、人体临床试验、上市审批等后续环节，多家生产药企均出现股价上升，其中生物谷、华北制药、方盛制药、步长制药、千金制药等药股出现暴涨或涨停的现象。争议爆发后，吉林敖东、福安药业、振东制药、龙津药业、双成药业、诚志股份、润都股份、赛隆药业等十余家上市公司纷纷表示主要业务暂未涉及千金藤素。不久后，有份生产千金藤素的生物谷药业的实控人因涉嫌信息披露违法违规被立案调查。
早在2003年6月，广州暨南大学的王一飞团队就曾研究千金藤素制备SARS病毒药物的有效性，相关研究于2005年6月获得专利授权。